# Hoodstar
Albums de Chingy
Powerballin'
(2004) Hate It or Love It
(2007)
Singles
1. Pullin' Me Back
Sortie : 6 juin 2006
2. Dem Jeans
Sortie : 22 août 2006

Hoodstar est le troisième album studio de Chingy, sorti le 19 septembre 2006.
L'album s'est classé 3e au Top R&B/Hip-Hop Albums et 8e au Billboard 200 et a été certifié disque d'or par la Recording Industry Association of America (RIAA) le 24 octobre 2006.

## Liste des titres
| No  | Titre                                              | Contient un (des) sample(s) de      | Durée |
| --- | -------------------------------------------------- | ----------------------------------- | ----- |
| 1.  | Intro (Ridin' Wit Me)                              |                                     | 1:46  |
| 2.  | Hands Up                                           |                                     | 4:38  |
| 3.  | Club Gettin' Crowded (featuring Three 6 Mafia)     |                                     | 4:35  |
| 4.  | Nike Aurr's & Crispy Tee's                         |                                     | 3:46  |
| 5.  | Bounce That                                        |                                     | 3:53  |
| 6.  | Cadillac Doors (featuring Midwest City)            |                                     | 3:40  |
| 7.  | Dem Jeans (featuring Jermaine Dupri)               |                                     | 3:49  |
| 8.  | Pullin' Me Back (featuring Tyrese)                 | Portrait of Tracy de Jaco Pastorius | 3:54  |
| 9.  | U a Freak (Nasty Girl) (featuring Kanary Diamonds) |                                     | 4:07  |
| 10. | Brand New Kicks (featuring Mannie Fresh)           |                                     | 4:31  |
| 11. | A$$ N Da Aurr (featuring Young Spiffy)             |                                     | 4:05  |
| 12. | Let Me Luv U (featuring Keri Hilson)               |                                     | 4:55  |
| 13. | Lets Ride (featuring Fatman Scoop)                 |                                     | 3:48  |

| 14. | How We Roll (featuring Chopper Young City)           | 3:58 |
| 15. | All We Do Is This (featuring Eko Fresh et Baba Saad) | 4:08 |